# Annie Collins

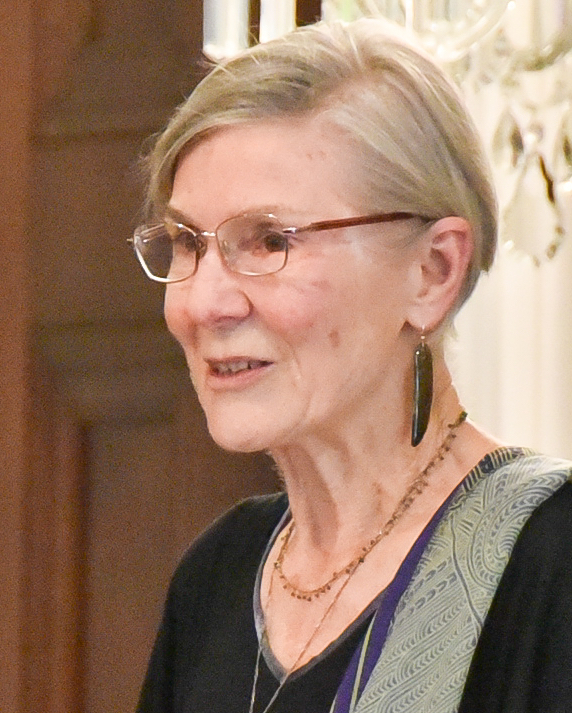
Annie Collins (2020)

Annie Collins ist eine neuseeländische Filmeditorin.

## Leben
Collins studierte drei Jahre visual communication an der Wellington Polytechnic, wo sie unter anderem an der Produktion des Studentenfilms Meanwhile beteiligt war. Ihr Tutor Pat Cox empfahl ihr eine Ausbildung als Film Editorin und da sie keine Stelle bei einem Produktionsunternehmen erhielt, engagierte Cox sie 1976 selbst für sein neugegründetes Unternehmen.
Seit 1977 erhielt sie erste Aufträge als Schnittassistenz, 1980 übernahm sie erstmals den kompletten Schnitt eines Films. Zunächst arbeitete sie mehrheitlich an Dokumentar- und Kurzfilmen. Daneben übernahm sie den Tonschnitt von Filmen wie Mach’s gut, Pork Pie oder Hooks and Feelers. Wiederholt arbeitete sie mit der Filmemacherin Merata Mita zusammen, so unter anderem an den Dokumentarfilmen Keskidee Aroha, Patu! und Te Whakarauora Tangata. 1987 übernahm Collins bei der Rassismus-Dokumentation Double Take auch die Regie des Films.
Bei Peter Jacksons Film Der Herr der Ringe: Die zwei Türme arbeitete sie für Michael Horton als Schnittassistenz. Für den dritten Teil Der Herr der Ringe: Die Rückkehr des Königs unterstützte sie Jamie Selkirk als zusätzliche Editorin (Additional Editor) beim Schnitt. Selkirk wurde dafür 2004 mit dem Oscar in der Kategorie Bester Schnitt ausgezeichnet.

## Filmografie (Auswahl)
Editor
- 1980: Keskidee Aroha (Dokumentarfilm)
- 1983: Patu! (Dokumentarfilm)
- 1985: The Neglected Miracle (Dokumentarfilm)
- 1990: Shark in the Park (Fernsehserie, 2 Episoden)
- 1993: Mokopuna (Kurzfilm)
- 1997: Die Kinder (O Tamaiti, Kurzfilm)
- 1999: Scarfies
- 2003: Kombi Nation
- 2003: Der Herr der Ringe: Die Rückkehr des Königs (The Lord of the Rings: The Return of the King) – zusätzlicher Schnitt
- 2006: Out of the Blue – 22 Stunden Angst (Out of the Blue)
- 2009: Warbrick (Kurzfilm)
- 2009: Barry Barclay. The Camera on the Shore. (Dokumentarfilm)
- 2009: Va Tapuia (Kurzfilm)
- 2010: Working Day (Kurzfilm)
- 2011: Hook, Line and Sinker
- 2011: Te Whakarauora Tangata (Dokumentarfilm)
- 2011: Song of the Kauri (Dokumentarfilm)
- 2011: Nine of Hearts (Kurzfilm)
- 2012: Two Little Boys
- 2012: The Lawnmower Men of Kapu (Kurzfilm)
- 2013: Shopping
- 2013: Gardening with Soul (Dokumentarfilm)
- 2014: Eleven (Kurzfilm)
- 2014: Voices of the Land: Nga Reo O Te Whenua (Dokumentarfilm)
- 2014: Consent: The Louise Nicholas Story
- 2016: The Great Maiden’s Blush
- 2017: One Thousand Ropes
- 2017: The World in Your Window (Kurzfilm)
- 2017: Sunday Fun Day (Kurzfilm)
- 2017: What Lies That Way (Dokumentarfilm)
- 2021: Coming Home in the Dark

Sound Editor
- 1978: Surf Sail (Dokumentarkurzfilm)
- 1980: Mach’s gut, Pork Pie (Goodbye Pork Pie)
- 1983: Hooks and Feelers

Assistant / Assembly Editor
- 1977: Schlafende Hunde (Sleeping Dogs)
- 1978: Solo
- 2002: Der Herr der Ringe: Die zwei Türme (The Lord of the Rings: The Two Towers)
- 2014: Das Talent des Genesis Potini (The Dark Horse)